# Acer chienii
Acer chienii — вид квіткових рослин з родини сапіндових (Sapindaceae).

## Опис
Дерева до 17 метрів заввишки, однодомні. Кора гладка. Гілочки зелені чи пурпуруваті, голі. Листя опадне: ніжка 3–4 см, майже гола; листкова пластинка яйцювата чи яйцювато-видовжена, 9–13 × ≈ 8 см, абаксіально (низ) густо-рудо запушена по жилках, адаксіально гола, основа ± серцеподібна, край двічі пилчастий з притиснутими гострими зубцями, 3-лопатева; середні частки трикутно-яйцеподібні, верхівка загострена; бічні частки у верхній частині лопаті значно коротші, а верхівка загострена. Суцвіття верхівкове, на листових гілочках, що з'являються після розвитку листя, прості китицеподібні, 6–8 см, 15–40-квіткові. Тичинкові квітки: чашолистків 5, довгасті, голі, верхівка тупа; пелюсток 5, обернено-яйцюваті, верхівка тупа; тичинок 8. Крило самари з горішком 14–18 × 4–6 мм, крила тупо розпростерті. Квітне у квітні, плодить у серпні — жовтні.

## Поширення
Вид є ендеміком південно-центрального Китаю: пн.-зх. Юньнань.
Населяє змішані ліси; на висотах від 2200 до 3000 метрів.

## Використання
Немає інформації про використання та торгівлю цим видом.